# 普罗图瓦
普罗图瓦（法語：Prauthoy，法語發音：[pʁotwa]）是法国上马恩省的一个旧市镇，属于朗格勒区。2016年，普罗图瓦与临近的2个市镇合并为新市镇勒蒙索若奈。

## 地理
普罗图瓦（47°40'47"N, 5°17'36"E）面积12.3 平方千米，位于法国大東部大區上马恩省，该省份为法国东北部内陆省份，北起马恩省和默兹省，西接奥布省，西南接科多尔省，东南接上索恩省，东临孚日省。
普罗图瓦的时区为UTC+01:00、UTC+02:00（夏令时）。

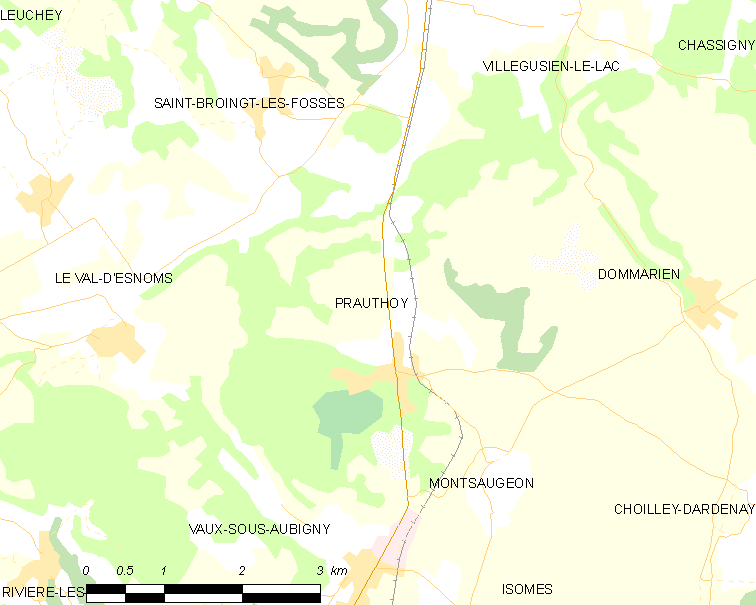
普罗图瓦的OSM定位图

## 行政
普罗图瓦的邮政编码为52190，INSEE市镇编码为52405。

## 政治
普罗图瓦所属的省级选区为维勒居西安勒拉克县。

## 人口

1962-2008年间普罗图瓦人口变化图示

普罗图瓦于2018年1月1日时的人口数量为408人。